# مریم مرسل
مریم مرسل (سومالیایی: Maryan Mursal , عربی: مریم مرسل) (زادهٔ ۱ ژانویه ۱۹۵۰) آهنگساز و خواننده سومالیایی است.

## زندگی‌نامه
مرسل در سومالی در خانواده‌ای مسلمان با چهار دختر بزرگ شد. خانوادهٔ مرسل اصالتاً اهل سومالی و از قبیلهٔ مادیبان هستند.
او در نوجوانی سنت‌شکنی کرد و به‌طور حرفه‌ای خوانندگی را در موگادیشو آغاز کرد. در کلوپ‌های شبانه اجرا می‌کرد و برند موسیقی‌اش، با ترکیبی از بلوز، سول، تأثیرات سومالیایی و عربی و معروف به جاز سومالی، در سراسر کشور محبوب شد. او که عمدتاً به صورت انفرادی اجرا می‌کرد، با Waaberi، یک گروه موسیقی و رقص ۳۰۰ نفره مرتبط با تئاتر ملی سومالی، همکاری کرد. بعداً، پس از انتقاد از دولت نظامی حاکم وقت سومالی، او به مدت دو سال از خوانندگی محروم شد و با تاکسی امرار معاش می‌کرد.
در طول جنگ داخلی متعاقب آن در سرزمین مادری، مرسل و پنج فرزندش به جیبوتی همسایه نقل مکان کردند و او آنجا در سفارت دانمارک پناهندگی یافت. ایشن پیشامد بود که زمینهٔ ضبط انفرادی او به نام The Journey با گیتارها، سکانس‌ها و آوازهای پشتیبان پیتر گابریل را فراهم کرد.
مرسل هنوز در خارج از کشور زندگی می‌کند و اکنون در بریتانیا اقامت دارد. او با وابری به اروپا سفر کرده و با نینا سیمون ظاهر شده‌است. کار او توسط کمپانی رکورد پیتر گابریل Real World تولید شده‌است.

## دیسکوگرافی
- - New Dawn album
  - The Journey
  - Indho caashaq (love eyes)
  - 1964 first song

## نقل قول‌ها
- "موسیقی سنتی برای من بسیار مهم است، اما من به افرادی مانند ری چارلز، بیتلز و همه چیز گوش می‌دادم."
- «اگر در جامعهٔ ما اشتباهی رخ دهد، ما به عنوان هنرمند مسئول هستیم. برای ما بسیار مهم است که صحبت کنیم، حتی اگر ممکن است مجبور باشیم این کار را با دو زبان انجام دهیم. ما باید به جای مردم خود صحبت کنیم."
- «من همیشه اولین زن بودم. من اولین زنی بودم که جاز سومالیایی خواند، اولین ستاره بودم و اولین کسی بودم که رانندهٔ تاکسی شدم! من اولین زنی بودم که رانندهٔ کامیون شدم و اکنون اولین زنی از سومالی هستم که رکورد بین‌المللی دارم."[۱]

## مقاله‌های مرتبط
- - موسیقی در سومالی